# Chambray-lès-Tours
Chambray-lès-Tours är en kommun i departementet Indre-et-Loire i regionen Centre-Val de Loire i de centrala delarna av Frankrike. Kommunen ligger i kantonen Chambray-lès-Tours som tillhör arrondissementet Tours. År 2022 hade Chambray-lès-Tours 11 877 invånare.

## Befolkningsutveckling
Antalet invånare i kommunen Chambray-lès-Tours
Referens:INSEE